# چوبه دار

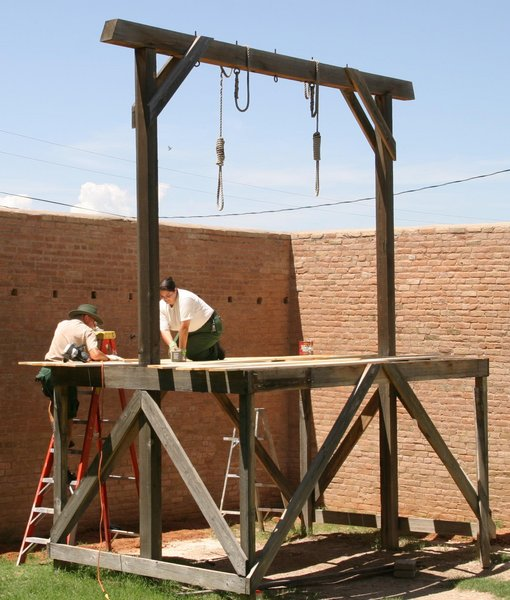
چوبه دار

چوبه دار (انگلیسی: Gallows) یا داربست، یک چارچوب چوبی یا فلزی است، که برای اعدام به روش حلق آویز مورد استفاده قرار می‌گیرد.